# Parti national-socialiste (Jordanie)
Le Parti national-socialiste (arabe : الحزب الوطني الاشتراكي , Al-Hizb Al-Watani Al-Ishtiraki) était un parti politique socialiste arabe et nationaliste de gauche avec des éléments républicains créé en Jordanie en 1954.
Le parti a contesté les élections de 1956 le 21 octobre, devenant le plus grand parti parmi les 40 membres de la Chambre des représentants après avoir remporté 12 sièges. En conséquence, le roi Hussein a demandé à Suleiman Nabulsi, le chef du parti, de former un gouvernement. Le cabinet de Nabulsi comprenait des ministres indépendants et des communistes, et n'a duré que quelques mois après que sa politique se soit fréquemment heurtée à celle du palais. Trois jours après que des responsables royalistes ont forcé la démission de Nabulsi le 10 avril 1957, une tentative de coup d'État aurait eu lieu par Ali Abou Nouwar (alors chef d'état-major de l'armée), qui aurait sympathisé avec Nabulsi et le mouvement nationaliste arabe.
Le Parti a dirigé le seul gouvernement démocratiquement élu de l'histoire de la Jordanie. En réponse à la tentative de coup d'État, Hussein a déclaré la loi martiale et interdit les partis politiques jusqu'en 1989.

## Arrière-plan
Suleiman Nabulsi était un militant politique jordanien. Il a été nommé ambassadeur de Jordanie en Grande-Bretagne en 1953. Son expérience en Grande-Bretagne a fait de lui un fervent nationaliste arabe et un antisioniste, et il a démissionné 5 mois plus tard de son poste. De retour en Jordanie en 1954, son nationalisme l'a aliéné du roi Hussein qui l'a fait exiler de la capitale Amman vers une ville de province. À cette époque, ses partisans fondèrent le Parti national-socialiste (PNS) et Nabulsi en fut élu chef. Les années 1950 ont vu la montée du nassérisme , une idéologie politique nationaliste arabe socialiste basée sur la pensée du président égyptien Gamal Abdel Nasser. La Jordanie a capturé la Cisjordanie pendant la guerre israélo-arabe de 1948 et a annexé le territoire en 1950. La population jordanienne était désormais composée aux deux tiers de Palestiniens, qui dépassaient en nombre les Transjordaniens, les Palestiniens s'étaient davantage identifiés à Nasser qu'à Hussein.

## Histoire
La Chambre basse du Parlement, composée de 40 membres, la Chambre des représentants, était répartie à parts égales entre les deux banques (20 sièges chacune). Cependant, la Cisjordanie comptait 175 000 électeurs éligibles et la Cisjordanie (Transjordanie), 129 000.
Ayant remporté 12 sièges sur 40 aux élections de 1956, le roi Hussein a demandé à Nabulsi, le chef du parti le plus important au Parlement, de former un gouvernement. Le cabinet de Nabulsi, composé de 11 membres, comprenait 7 ministres du NSP, un du Parti Baas, un communiste et deux indépendants.
L'une des premières mesures de Nabulsi en tant que Premier ministre : il a fusionné la Légion arabe avec la Garde nationale dominée par les Palestiniens, créant ainsi une armée jordanienne forte de 35 000 hommes.
Nabulsi décide également d'établir des relations diplomatiques avec l'Union soviétique et autorise le CFJ à publier un hebdomadaire. Cependant, le 2 février 1957, le roi a mis en garde contre cela dans un discours adressé à Nabulsi, disant : « Nous voulons que ce pays soit inaccessible à la propagande communiste et aux théories bolcheviques ». Répondant à la demande de Hussein, Nabulsi a ordonné l'interdiction du journal du CFJ. Nabulsi était connu pour être un admirateur de Nasser et a donc appelé la Jordanie à rejoindre une fédération arabe avec l'Égypte et la Syrie, réduisant ainsi le roi Hussein à un rôle de figure de proue.
Les relations entre le cabinet et le roi furent encore plus tendues lorsque Hussein envoya des envoyés personnels au Caire, à Damas et à Djeddah en mars 1957 avec des messages non approuvés par le gouvernement. En réponse, Nabulsi a présenté au roi des demandes formelles de retrait des hauts fonctionnaires, menaçant son cabinet de démissionner et de descendre dans la rue si les demandes étaient refusées. Hussein a d'abord fait appel, mais après que Nabulsi ait préparé une nouvelle liste, Hussein lui a envoyé une lettre l'avertissant qu'il serait licencié. Le 8 avril, une brigade militaire commandée par Nader Rachid, un officier nationaliste arabe, a quitté sa garnison de Zarqa — sous les ordres du chef d'état-major nationaliste Ali Abou Nouwar et sans autorisation d'Hussein — et s'est positionnée pour contrôler l'accès. route vers la capitale Amman. Après avoir entendu les mouvements de la brigade, Hussein leur a ordonné de se retirer vers leur base, ce à quoi ils se sont conformés. Hussein considérait les actions de Nouwar et Rachid comme faisant partie d'un complot visant à le renverser et à conclure une union avec la République arabe unie . Deux jours plus tard, Nabulsi a subi des pressions de la part de hauts responsables royalistes pour qu'il remette sa démission, ce qu'il a fait. Cela a été suivi d'une prétendue tentative de coup d'État le 10 avril par Abou Nouwar.
Le 22 avril, Nabulsi a participé au Congrès patriotique de Naplouse, qui réunissait les opposants à la monarchie. La conférence a appelé à une fédération avec la République arabe unie, à la création d'un conseil présidentiel de 16 membres, à une purge des « traîtres et des éléments conspirateurs ( sic ) » et à une grève générale pour faire pression sur Hussein. Sous la pression de l'armée, sous le contrôle total des royalistes après l'exil d'Abou Nouwar par Hussein quelques jours auparavant, Nabulsi a présenté une seconde fois sa démission le 23 avril. Des manifestations de masse en Cisjordanie et à Amman ont eu lieu le lendemain pour exiger son retour. Hussein a déclaré la loi martiale le 25 avril. Tous les partis politiques et Nabulsi ont été assignés à résidence sans être inculpés. Il a été gracié par Hussein et libéré le 13 août 1961.